# Association des sports et comité national olympique des Tuvalu
L'Association des sports des Tuvalu et comité national olympique (en anglais, Tuvalu Association of Sports and National Olympic Committee (TASNOC)  est le comité national olympique des Tuvalu, fondé en 2004 et qui siège à Funafuti. Par la population représentée, c'est le plus petit comité national olympique du CIO qui l'a reconnu en 2007, 204e sur 205.